# Józef Brzostowski (zm. 1745)
Józef Brzostowski herbu Strzemię (zm. w marcu 1745 roku) – pisarz wielki litewski w 1715 roku, starosta bystrzycki.
W 1718 roku był posłem na sejm z województwa inflanckiego. Był posłem województwa wileńskiego na sejm elekcyjny 1733 roku. Jako poseł i deputat województwa wileńskiego podpisał pacta conventa Stanisława Leszczyńskiego w 1733 roku.